# Turn of the Cards
Turn of the Cards ist das fünfte Studioalbum der britischen Progressive-Rock-Gruppe Renaissance. Es wurde im Jahr 1974 aufgenommen und veröffentlicht.

## Hintergrund
Turn of the Cards war die erste Veröffentlichung von BTM (British Talent Managers) Records. Das Label war von Miles Copeland III gegründet worden, der schon Produzent von Prologue war. Alle Stücke der Platte sind als Werk des Duos Michael Dunford und Betty Thatcher ausgewiesen, dies ist jedoch nicht korrekt.
Things I Don’t Understand ist ein Song von Michael Dunford und Jim McCarty, der schon lange vor Veröffentlichung dieses Albums in Konzerten gespielt wurde. Auf dem US-Release vom Label Sire ist er korrekt als Werk von Dunford/McCarty ausgewiesen.
Das Intro von Running Hard entspricht dem Stück Litanies von Jehan Alain. Cold is Being beruht auf dem Adagio, das Tomaso Albinoni zugeschrieben wird. In den Anmerkungen der 1994 von Repertoire Records veröffentlichten CD steht: „Thanks to Albinoni for Cold is Being, and also thanks to Jehan Alain for the opening piano of Running Hard.“
Mother Russia wurde als Würdigung des Schriftstellers Alexander Solschenizyns geschrieben, der im Februar 1974 aus der Sowjetunion ausgewiesen worden war. Der Text ist inspiriert von Solschenizyns Erstlingswerk Ein Tag im Leben des Iwan Denissowitsch.
Die Orchester-Arrangements stammen von Jimmy Horowitz.
Das Coverbild zeigt im Hintergrund Warwick Castle.

## Titelliste
Seite 1
1. Running Hard – 09:36
2. I Think of You – 03:08
3. Things I Don't Understand – 09:28

Seite 2
1. Black Flame – 06:25
2. Cold Is Being – 03:02
3. Mother Russia – 09:18

## Kritiken
„Von einem langen Klavierintro eröffnet entwickelt sich „Turn Of The Cards“ zu einer weiteren spannungsgeladenen Reise in den Mikrokosmos dieser britischen Götterband. Sie mögen nicht so bombastisch wie YES sein, nicht immer so eingängig wie KANSAS, mit weniger Hits wie GENESIS daherkommen; aber kompositorisch/dramaturgisch spielen sie in deren Liga! Dabei gibt es nicht einmal Stromgitarren und trotzdem klappen einem alten Metalhead wie mir immer wieder die Kinnlade nach unten.“

„Höhepunkt dieses Albums und einer der besten Renaissance-Titel überhaupt ist das abschließende "Mother Russia", ein Song über Alexander Solschenizyn ("Archipel Gulag"), der 1974 aus der Sowjetunion ausgebürgert wurde. Es sind eben doch nicht immer nur Drachen und Elfen, die im Prog behandelt werden... Passend zu diesem Thema enthält "Mother Russia" einige Elemente russischer Folklore.“